# Lampeter
Lampeter [ˈlæmpətər] (walisisch: Llanbedr Pont Steffanⓘ) ist eine walisische Stadt mit 2.970 Einwohnern (2011) in der Grafschaft Ceredigion. Die Einheimischen nennen ihre Stadt Llanbedr (oder Llambed). Der Ort ist Standort der University of Wales, Lampeter. Die Stadt liegt im Südwest-Wales am Zusammenfluss von River Teifi und Afon Dulas. Lampeter ist Partnerstadt von Saint-Germain-sur-Moine, Pays de la Loire, das seit 2016 zur Gemeinde Sèvremoine gehört.

## Geschichte

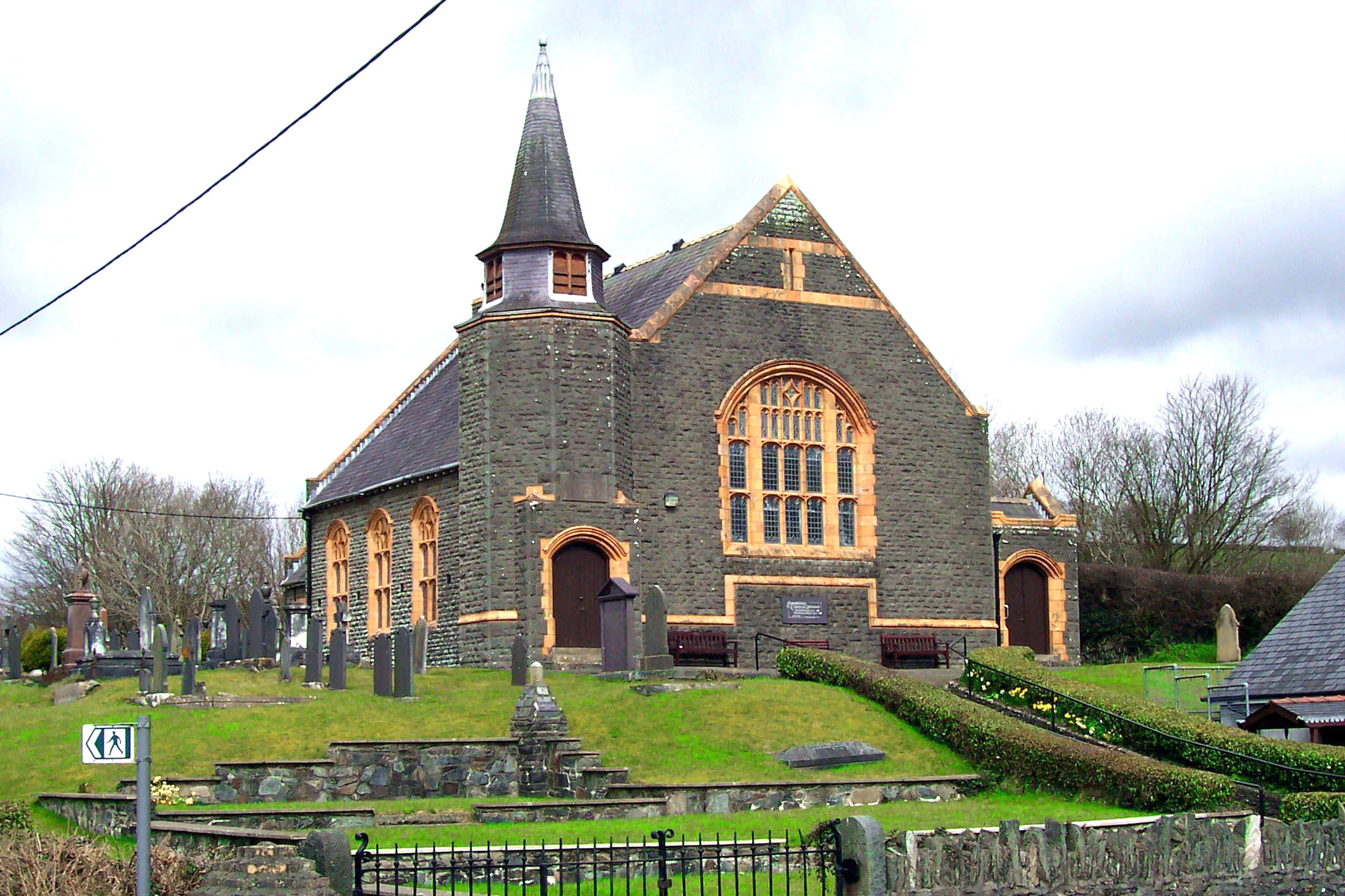
St.-Peter-Kirche

Lampeter lag im früheren County Cardiganshire; dieses war eines der königlichen Counties, von Edward I. nach seinem Sieg über Llywelyn the Last (Llywelyn Ein Llyw Olaf) bei Cilmeri im Jahr 1282 geschaffen wurden; Lampeter fiel damit unter die unmittelbare Herrschaft der Krone. Dennoch hatte dies kaum Auswirkungen auf das kulturellen Leben der Stadt, die Walisische Sprache und Kultur. Das Stadtrecht wurde im Jahr 1284 gewährt; und in der Folge wurde durch weitere Urkunden das Marktrecht verliehen; Markt und Jahrmärkte wurden bis in die 1930er Jahre in der High Street abgehalten, wie etwas der Dalis Pferdemarkt.

## Das Castle
Die ältesten Urkunden belegen, dass Owain Gwynedd im Jahr 1187 das königliche Kastell Pont Steffan (Stephen’s Bridge) errichtete. Die Überreste des Bauwerks wurden später Fundamente für das Gebäude des Charles Robert Cockerell |College, das heute Teil der University of Wales ist.

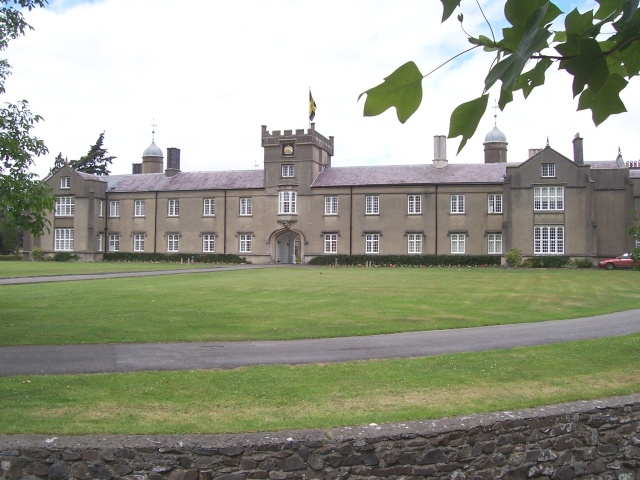
Universität

## Universität
Lampeter ist die kleinste Universitätsstadt sowohl von Wales als auch des Vereinigten Königreiches. Die Universität sorgte dafür, dass die Stadtbevölkerung um durchschnittlich 1000 Menschen anwächst, was der ländlichen Stadt einen gewissen kosmopolitischen Flair gibt.
Die Stadt ist vor allem bekannt für die University of Wales, Lampeter, früher das St David’s University College, das im Jahr 1822 gegründet wurde. Das Universitätsgebäude wurde 1827 in einem Oxbridge Quadrangle-Stil errichtet; Architekt war C. R. Cockerell. Der Campus liegt in den Ceredigion Hills.
1971 wurde aus dem College St David’s University College (Coleg Prifysgol Dewi Sant) Teil der föderalen University of Wales. Mit weniger als 2.000 Studenten auf dem Campus war sie eine der kleinsten öffentlichen Universitäten in Europa.
2008 wurde angekündigt, dass der Lehrbetrieb beendet werden solle; im Zuge der Neuorganisation zur Schaffung einer neuen University in West Wales soll er in der 2010 entstehenden University of Wales Trinity Saint Davids (Carmarthen) wieder aufgenommen werden.

## Kultur
Lampeter war 1984 Austragungsort des National Eisteddfod von Wales. Diese Veranstaltung gilt als eine der wichtigsten in der Geschichte der Eisteddfod, da damals die Bauern ihr Unterstützung für die streikenden Bergleute während des großen Minenstreiks 1984/85 äußerten und erstmals der agrikulturelle und der industrielle Teil der walisischen Bevölkerung mit einer Stimme sprachen. 

Von den 1.989 Einwohnern (1991) der Stadt sprechen 1.410 Menschen die Walisische Sprache.
Lampeter und seine Umgebung sind Heimatort des Theater Theatr Felin-fach in Felinfach, einem Museum und einer Reihe von kleinen Läden.

## Schienenverkehr
1866 erhielt Lampeter durch die Manchester and Milford Railway Anschluss ans Schienennetz. Die Bahnstrecke verband Carmarthen und Aberystwyth. Ab 1911 wurde durch die Lampeter, Aberayron and New Quay Light Railway die Küstenregion von Aberaeron angeschlossen. Die Strecke nach Aberaeron wurde 1951 für den Personenverkehr stillgelegt; die Passagierbeförderung von Carmarthen nach Aberystwyth wurde bis in den Januar 1965 fortgesetzt, als auch diese Strecke stillgelegt wurde, Teil der Streckenführung existieren noch und wird von einer Eisenbahngesellschaft in den Sommermonaten befahren.